# Maurice Hilleman
Maurice Ralph Hilleman (sinh ngày 30 tháng 8 năm 1919 – mất ngày 11 tháng 4 năm 2005) là một nhà vi sinh học hàng đầu của Hoa Kỳ, người chuyên về tiêm chủng và đã phát triển hơn 40 vắc-xin, một kỷ lục vô song về số lượng vắc-xin mà một người tạo ra. Theo một ước tính, các vắc-xin của ông đã cứu gần 8 triệu mạng người mỗi năm. Nhiều người đã mô tả ông là một trong những nhà vắc-xin học có ảnh hưởng nhất mọi thời đại.
Trong số 14 loại vắc xin được khuyến nghị thường xuyên trong lịch tiêm chủng hiện tại của Hoa Kỳ, Hilleman và nhóm của ông đã phát triển tám loại: loại cho bệnh sởi, quai bị, viêm gan A, viêm gan B, thủy đậu, các vi khuẩn Neisseria meningitidis, Streptococcus pneumoniae và Haemophilus influenzae. Trong thời kỳ "đại dịch cúm 1957–1958", vắc-xin do ông tạo ra được cho là đã cứu sống hàng trăm nghìn người. Ông cũng đóng một vai trò trong việc phát hiện ra sự thay đổi kháng nguyên và trôi kháng nguyên, cảm lạnh - sản sinh ra adenovirus, virus viêm gan, và có tiềm năng vi rút gây ra ung thư SV40.

## Tiểu sử

### Thời trẻ
Hilleman được sinh ra trong một trang trại gần thị trấn bình nguyên của Miles City, Montana. Cha mẹ anh là Anna (Uelsmann) và Gustav Hillemann, và anh là đứa con thứ tám của họ. Chị gái song sinh của ông đã chết khi anh ấy được sinh ra, và mẹ anh ấy qua đời hai ngày sau đó. Anh được nuôi dưỡng trong một hộ gia đình gần đó của chú mình, Robert Hilleman, và làm việc ở trang trại của gia đình khi còn trẻ. Anh ấy ghi nhận phần lớn thành công của mình cho công việc của mình với gà khi còn là một cậu bé; kể từ những năm 1930, những quả trứng gà có phôi thường được sử dụng để nuôi vi rút cho vắc xin.
Gia đình ông thuộc Giáo hội Lutheran – Missouri Synod. Khi học lớp 8, anh tìm hiểu Charles Darwin, và bị bắt gặp đang đọc Nguồn gốc các loài trong nhà thờ. Về sau, ông từ chối tôn giáo. Vì thiếu tiền, anh suýt không được học đại học. Anh cả của ông đã xen vào, và Hilleman tốt nghiệp đầu tiên trong lớp vào năm 1941 tại Đại học Bang Montana với sự giúp đỡ của gia đình và học bổng. Ông giành được học bổng tại Đại học Chicago và nhận bằng tiến sĩ về vi sinh vật học vào năm 1944. Luận án tiến sĩ của ông là về nhiễm trùng chlamydia, sau đó được cho là do vi-rút gây ra. Hilleman đã chỉ ra rằng những bệnh nhiễm trùng này trên thực tế là do một loài vi khuẩn Chlamydia trachomatis gây ra, chỉ phát triển bên trong tế bào.